# Elefántrend
Az Elefántrend (dánul Elefantordenen) a Dán Királyság legmagasabb kitüntetése. Bár voltak 15. századi előzményei, hivatalosan 1693 óta létezik. Az alkotmányos monarchia 1849-es bevezetése óta szinte kizárólag királyi családok tagjainak és államfőknek adományozzák.

## Története
I. Keresztély uralkodása idején, a 15. században alakult meg egy dán vallási alapú szövetség, az Istenanya Testvérisége, melynek ötven főúr (férfi és nő) volt a tagja. A testvériség jelvénye a félholdban a Kisjézust tartó Szűz Mária volt, mely egy elefántokat formázó szemekből álló láncon függött; utóbbi nagyon hasonlított a mai rend láncára. A reformáció után a testvériség megszűnt, de II. Frigyes továbbra is adományozott elefántot formázó rendjelet. A lovagrendet formálisan V. Keresztély alapította meg 1693. december 1-én egy fokozattal melybe 30 lovag tartozott, melyek fölött a nagymester (azaz a király) elnökölt. A rend szabályzatát 1958-ban megváltoztatták, így ma már nőket is felvehetnek soraiba.

## Szabályzat

Az Elefántrend jelvénye

Az Elefántrend feje a mindenkori dán uralkodó. A tagságot a királyi család alkotja, de külföldi államfőknek is adományozható. Nagyon különleges esetekben polgári személy is kitüntethető vele. A 20. században összesen hét eset fordul elő, négy dán Vilhelm Thomsen, Hans Niels Andersen, Niels Bohr és Arnold Mærsk Mc-Kinney Møller; valamint három külföldi Dwight D. Eisenhower, Bernard Montgomery és Winston Churchill kapta meg a kitüntetést.
Az Elefántrendnek megalapítása óta egy fokozata létezik, az Elefántrend Lovagja (Ridder af Elefantordenen, rövidítve R. af E. ). A lovagokat megilleti az Őexcellenciája megszólítás és a dán protokolláris hierarchiában elsőosztályú fokozattal rendelkeznek.

## Jelvények

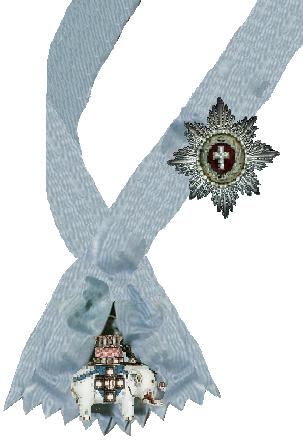
Az Elefántrend jelvényei

- A rend aranyláncát felváltva elefántot és bástyát formázó láncszemek alkotják. Az elefántok háttakaróján D betű (mint Dánia) látható. A szabályzat szerint a láncot csak újév napján (a dán uralkodó újévi ünnepségén), a király/királynő születésnapján valamint június 28-án, Győzedelmes Valdemár napján lehet viselni.
- A rend jelvénye egy 5 cm magas, fehérre zománcozott, kék takarójú aranyelefánt. Jobb oldalát öt darab, kereszt alakban elhelyezett négyszögletű gyémánt ékesíti, a bal oldalán pedig az adományozó dán uralkodó koronás monogramja látható. Az elefánt hátán vörös torony található, nyakán vörös turbános szerecsen ül. Az elefánt homlokát szintén gyémánt díszíti, szemeit kisebb gyémántok alkotják. 72 ismert elefántjelvény található a kitüntetetteknél, illetve a rend kancelláriáján, a vissza nem adott, illetve múzeumi példányokkal összesen körülbelül száz darab létezhet.
- A rend csillaga egy nyolc sugárnyalábból álló ezüstcsillag. Közepén vörös alapon, ezüst babérkoszorú övezte, öt gyémántból álló kereszt látható. A mellkas bal oldalán viselendő.
- A rend szalagja 10 cm széles világoskék moaréselyemből készül. A bal vállon átvetve viselendő, úgy hogy az elefántjelvény a jobb csípőnél legyen. A lánc és a szalag nem viselhető együtt. A női szalag keskenyebb, 6 cm széles.
- Az abszolút monarchia korában a rend tagjai ünnepélyes alkalmakkor külön egyenruhát hordtak. A 19. század elején ezt az öltözéket már csak koronázásokon viselték és az abszolút monarchia lehanyatlásával végképp eltűnt a használata. Az öltözék fehér zekéből, fehér nadrágból, harisnyából és cipőből állt, valamint fehér bélésű rövid vörös köpenyből, melynek bal oldalára ezüsttel a rend csillagát hímezték. Az egyenruhát vörös és fehér strucctollakkal díszített kerek fekete bársonykalap egészítette ki.

A lovag halálakor a rend jelvényeit vissza kell juttatni. Egyetlen kivétel ismert, Dwight Eisenhower kitüntetése az Elnöki Könyvtárban látható.

## A rend jelenlegi tagjai (időrendben)

IV. Frigyes dán király címere az Elefántrenddel

- 1947. április 20.: Benedikte dán hercegnő
- 1947. április 20.: Anna-Mária görög királyné, dán hercegnő
- 1953. augusztus 8.: Akihito japán császár
- 1957. március 5.: Mikasza japán császári herceg
- 1958. február 21.: V. Harald norvég király
- 1958. április 21.: Bhumibol Adulyadej thai király
- 1960. szeptember 6.: Szirikit thai királyné
- 1961. február 17.: Ingolf dán herceg
- 1962. január 4.: II. Konstantin görög király
- 1962. március 11.: Erzsébet dán hercegnő
- 1963. május 3.: Farah Pahlavi iráni császárné
- 1963. október 20.: Christian af Rosenborg dán herceg
- 1964. szeptember 11.: Irén görög hercegnő
- 1964. szeptember 11.: Mihály görög herceg
- 1965. január 12.: XVI. Károly Gusztáv svéd király
- 1965. szeptember 28.: Hitacsi japán herceg
- 1967. június 10.: Henri de Laborde de Montpezat
- 1968. február 3.: Richard zu Sayn-Wittgenstein-Berleburg
- 1968. június 18.: II. Albert belga király
- 1972. január 14.: Frigyes dán királyi herceg
- 1972. január 14.: Joakim dán herceg
- 1973. január 16.: Krisztina svéd hercegnő
- 1973. február 12.: Szonja norvég királyné
- 1974. április 30.: Károly walesi herceg

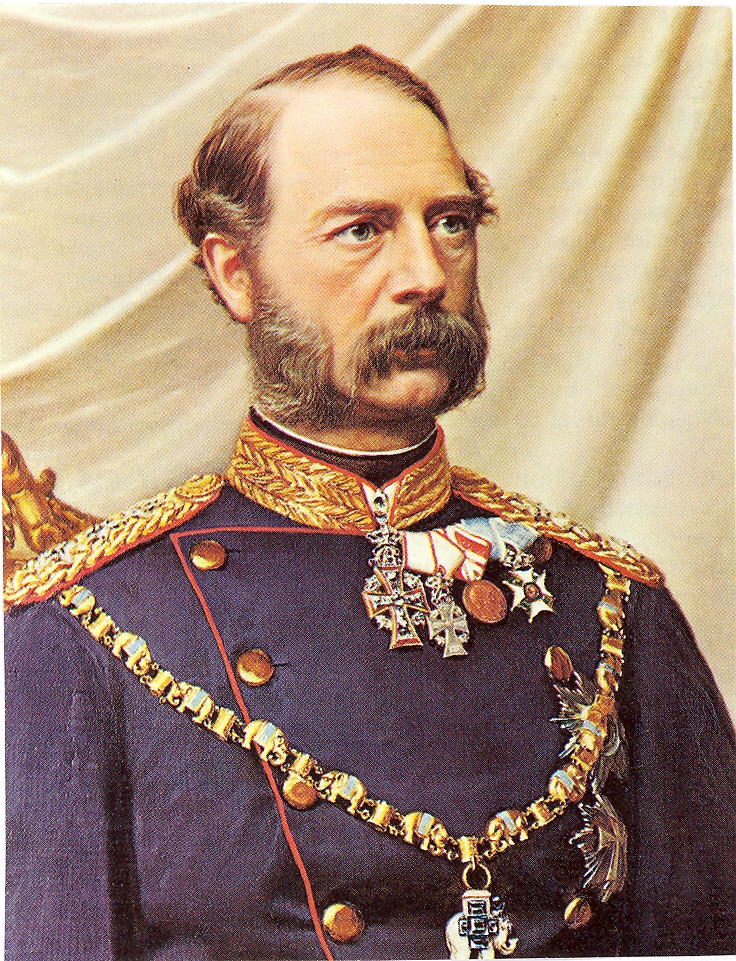
IX. Keresztély dán király az Elefántrend láncával

- 1975. október 29.: Beatrix holland királynő
- 1976. november 22.: János luxemburgi nagyherceg
- 1978. október 12.: Valéry Giscard d’Estaing francia államfő
- 1980. március 17.: I. János Károly spanyol király
- 1980. március 17.: Zsófia spanyol királyné
- 1981. február 25.: Vigdís Finnbogadóttir izlandi államfő
- 1983. április 20.: Mauno Henrik Koivisto finn államfő
- 1984. június 25.: António Santos Ramalho Eanes portugál államfő
- 1985. szeptember 3.: Szilvia svéd királyné
- 1986. február 19.: Hoszni Mubárak egyiptomi államfő
- 1989. április 25.: Richard von Weizsäcker német államfő
- 1991. július 20.: Haakon norvég királyi herceg
- 1992. május 6.: Mário Alberto Nobre Lopes Soares portugál államfő
- 1992. augusztus 9.: Ernő Ágost hannoveri herceg
- 1992. október 13.: Márta Lujza norvég hercegnő
- 1993. július 5.: Lech Wałęsa lengyel államfő
- 1994. szeptember 7.: Martti Ahtisaari finn államfő
- 1995. május 16.: Paula belga királyné
- 1995. július 14.: Viktória svéd királyi hercegnő
- 1995. november 17.: Alexandra frederiksborgi grófnő
- 1996. február 18.: Nelson Mandela, dél-afrikai államfő
- 1996. november 18.: Ólafur Ragnar Grímsson izlandi államfő
- 1997. január 14.: Pál görög herceg

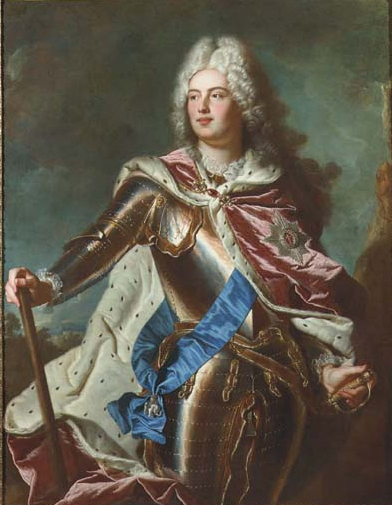
III. Ágost lengyel király az Elefántrend szalagjával

- 1997. március 18.: Guntis Ulmanis lett államfő
- 1998. január 31.: Vilmos Sándor holland király (akkor még trónörökös)
- 1998. április 27.:Núr al-Husszein jordán királyné
- 1998. június 2.: Micsiko japán császárné
- 1999. május 3.: Fernando Henrique Cardoso brazil államfő
- 2000. május 23.: Emil Constantinescu román államfő
- 2000. október 17.: Petar Sztojanov bolgár államfő
- 2001. február 7.: Vajiralongkorn thai királyi herceg
- 2001. április 3.: Tarja Halonen finn államfő
- 2001. október 10.: Milan Kučan szlovén államfő
- 2002. május 28.: Fülöp brabanti herceg
- 2003. október 20.: Henrik luxemburgi nagyherceg
- 2003. október 20.: Mária Terézia luxemburgi nagyhercegné
- 2004. március 16.: Ion Iliescu román államfő
- 2004. május 9.: Mária dán királyi hercegnő
- 2004. november 16.: Naruhito japán trónörökös
- 2006. március 29.: Georgi Parvanov bolgár államfő
- 2007. szeptember 12.: Luiz Inácio Lula da Silva brazil államfő
- 2008. február 18.: Felipe Calderón Hinojosa mexikói államfő
- 2008. május 24.: Mária dán hercegnő, Joakim herceg felesége
- 2011. május 11.: I Mjongbak dél-koreai államfő
- 2012. október 23.: Ivan Gašparovič szlovák államfő
- 2013. április 4.: Sauli Niinistö finn államfő
- 2014 .május 17.: Mette-Marit, norvég hercegnő
- 2014. október 21.: Ivo Josipović, horvát államfő
- 2015. március 17.: Máxima, holland királyné
- 2015. április 13.: Enrique Peña Nieto, mexikói államfő
- 2017. január  24.: Guðni Th. Jóhannesson, izlandi államfő
- 2017. március 28.: Mathilde, belga királyné
- 2018. augusztus 28.: Emmanuel Macron, francia  államfő
- 2021. november 10.: Frank-Walter Steinmeier, német államfő
- 2022. június 17.: Ingrid Alexandra, norvég hercegnő
- 2023. október 15.: Christian, dán herceg, dán trónörökös
- 2024. január 14.: Isabella, dán hercegnő
- 2024. január 14.: Vincent, dán herceg
- 2024. január 14.:  Josephine, dán hercegnő

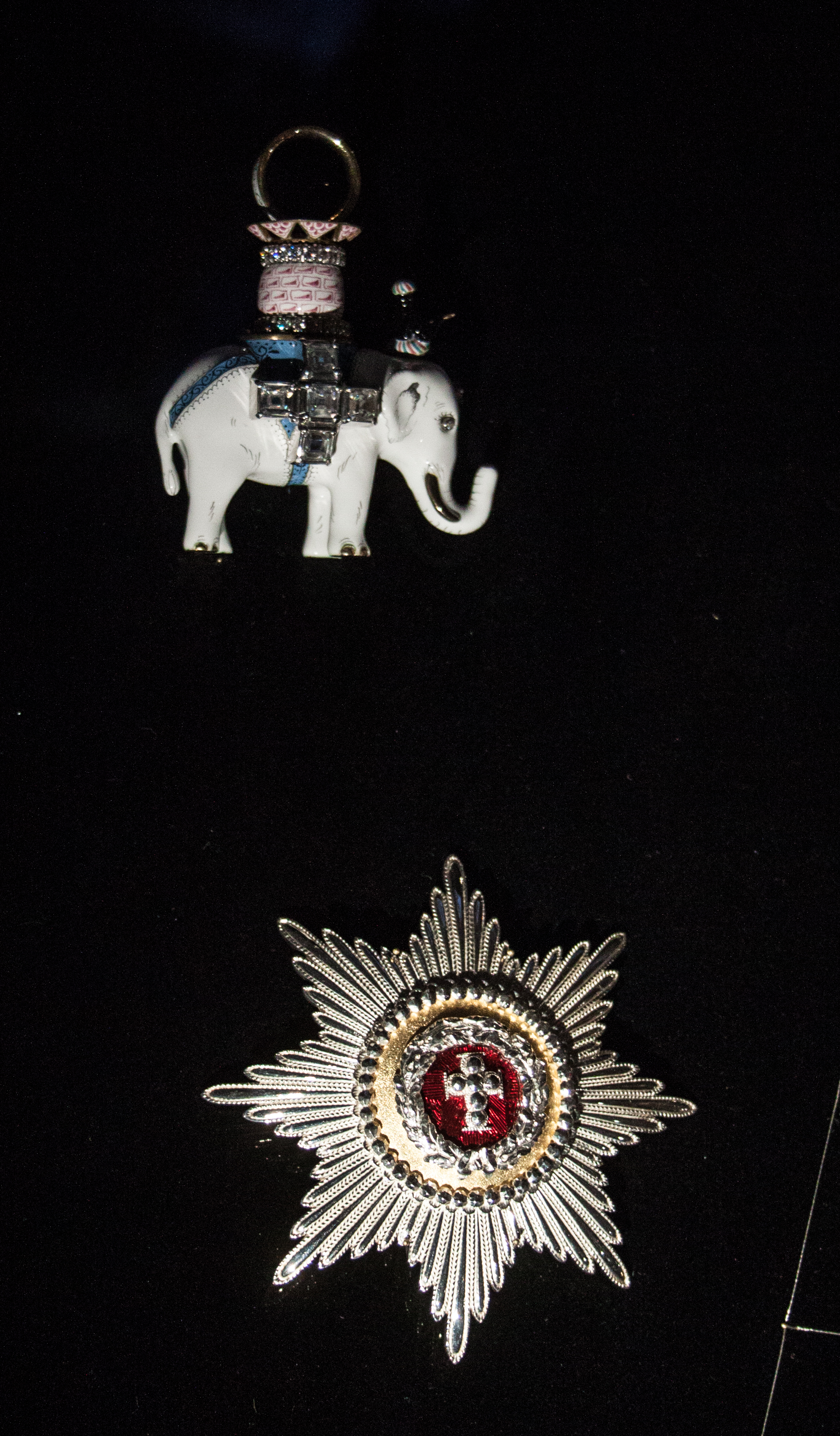
Az Elefántrend jelvényei a Koldinghus várában 2018-ban rendezett ékszerkiállításon

## Korábbi nevezetes kitüntetettek
- Carl Gustaf Emil von Mannerheim finn államfő
- Tomáš Masaryk csehszlovák államfő
- Reza Pahlavi iráni sah
- Horthy Miklós, magyar államfő
- Hailé Szelasszié etióp császár
- Josip Broz Tito jugoszláv államfő
- Nicolae Ceaușescu román államfő. (1989. december 23-án a dán királynő megfosztotta a kitüntetéstől).
- Fülöp, Edinburgh hercege

## Fordítás
- Ez a szócikk részben vagy egészben  az   Order of the Elephant című angol Wikipédia-szócikk ezen változatának fordításán alapul.  Az eredeti cikk szerkesztőit annak laptörténete sorolja fel. Ez a jelzés csupán a megfogalmazás eredetét és a szerzői jogokat jelzi, nem szolgál a cikkben szereplő információk forrásmegjelöléseként.